# Поліно (провінція Терні)
Поліно (італ. Polino) — муніципалітет в Італії, у регіоні Умбрія,  провінція Терні.
Поліно розташоване на відстані близько 85 км на північ від Рима, 75 км на південний схід від Перуджі, 17 км на схід від Терні.
Населення — 235 осіб (2014).
Щорічний фестиваль відбувається 29 вересня. Покровитель — святий Архангел Михаїл.

## Демографія
Населення за роками:

Станом на 1 січня 2023 року в муніципалітеті офіційно проживало 16 іноземців з 5 країн, серед них 5 громадян країн Євросоюзу та 8 громадян України.

## Сусідні муніципалітети
- Арроне
- Ферентілло
- Леонесса
- Морро-Реатіно
- Риводутрі